# Las Animas
Las Animas is een plaats (city) in de Amerikaanse staat Colorado, en valt bestuurlijk gezien onder Bent County.

## Demografie
Bij de volkstelling in 2000 werd het aantal inwoners vastgesteld op 2758.
In 2006 is het aantal inwoners door het United States Census Bureau geschat op 2531, een daling van 227 (-8,2%).

## Geografie
Volgens het United States Census Bureau beslaat de plaats een oppervlakte van
3,3 km², geheel bestaande uit land. Las Animas ligt op ongeveer 1198 m boven zeeniveau.

## Plaatsen in de nabije omgeving
De onderstaande figuur toont nabijgelegen plaatsen in een straal van 48 km rond Las Animas.

## Geboren
- Norma O. Walker (1928), burgemeester